# 익스피디아 그룹
익스피디아 그룹(영어: Expedia Group)는 주로 호텔 · 항공권 등 여행에 관한 온라인 예약 처리, 웹사이트 및 응용 프로그램을 개발하여 서비스하고 있는 기업으로 같은 이름의 온라인 여행사 (Online Travel Agency, OTA) 사이트를 운영하고 있다. 본사는 워싱턴주 벨뷰에 있으며 세계 각지에서 사업을 전개하고 있는 여러 개의 자회사를 총괄하고 있다.

## 개요
익스피디아는 1996년에 마이크로소프트의 여행 예약 시스템 부문의 사업부로 리치 바튼에 의해 설립되었으며, 1999년에 회사에서 독립적으로 떨어져 나왔다. 닷컴 버블 붕괴시기인 2002년에 인터액티브코프의 일원이 되었고, 익스피디아는 2000년대 초반에 실적을 크게 늘려 2005년 8월에 인터액티브코프의 자본에서 독립한 이후 미국의 대표적인 OTA로 성장했다.
리버티 인터랙티브가 주요 주주이며 의결권 기반으로 58%를 소유한다.
익스피디아는 각 언어 버전의 익스피디아를 운영하는 것 외에 다음의 기업 또는 브랜드를 소유하고 있다.
- Classic Vacations
- Egencia
- Expedia
- Expedia Affiliate Network
- Expedia Local Expert
- HomeAway
- 호텔스닷컴
- Hotwire Group
- Venere.com
- travelocity.com
- 트리바고
- wotif.com
- CarRentals.com
- Travelocity
- Orbitz